# Andreas Munkert
Andreas „Sterz“ Munkert (* 7. März 1908 in Nürnberg; † 23. April 1982 ebenda) war ein deutscher Fußballspieler und -trainer. Der Verteidiger gewann 1936 mit seinem Verein 1. FC Nürnberg die deutsche Meisterschaft, nachdem er bereits 1935 den Tschammerpokal nach Nürnberg geholt hatte.

## Laufbahn
Der drahtige Abwehrspieler begann seine Karriere beim 1. FC Nürnberg. Er war ein eher ruhiger Vertreter, aber sein Abwehrschlag war berühmt. 1934 stand er mit dem Club im Endspiel um die deutsche Meisterschaft. In Berlin unterlag man jedoch dem FC Schalke 04 mit 2:1. Zwei Jahre später konnte er dann auch eine deutsche Meisterschaft bejubeln. Erst kurz vor Schluss in der Verlängerung gelang das 2:1-Siegtor gegen die starken Düsseldorfer. Noch vor der deutschen Meisterschaft gewann er mit dem „Club“ 1935 den Tschammerpokal. 1937 konnte Schalke 04 im Endspiel wieder den Sieg für sich verzeichnen. Diesmal verlor der Club 2:0. Vier Jahre in Folge hatte er mit dem 1. FC Nürnberg in den Finals gestanden: 1934 deutsche Meisterschaft, 1935 Tschammerpokal, 1936 und 1937 deutsche Meisterschaft. Da verwunderte es nicht, dass Reichstrainer Otto Nerz auf den Franken aufmerksam wurde.
Wegen seiner guten Abwehrleistungen wurde er für die Nationalmannschaft entdeckt und kam in den Jahren 1935 und 1936 zu acht Länderspielen. Sein Debüt in der Nationalmannschaft gab Munkert am 28. April 1935 in Brüssel beim 6:1-Erfolg gegen Belgien. 1936 gehörte er auch dem Kader für die Olympiamannschaft an, kam aber nicht zum Einsatz. Seinen achten und letzten Einsatz im DFB-Team hatte der Nürnberger Verteidiger am 15. November 1936 in Berlin beim 2:2-Remis gegen Italien. Er bildete dabei zusammen mit Hans Jakob (Torhüter), Reinhold Münzenberg, Paul Janes, Ludwig Goldbrunner und Albin Kitzinger gegen den Weltmeister des Jahres 1934 die deutsche Defensive.
Mit Nürnberg absolvierte er 24 Endrundenspiele um die deutsche Meisterschaft, 1943 kamen noch zwei Einsätze für OrPo Warschau hinzu. Später gab er ein Gastspiel beim FC Thüringen Weida, bevor er wieder zum Club zurückkehrte. 1939 wurde er zum Kriegsdienst eingezogen. In der Saison 1942/43 unterstützte er die SG Ordnungspolizei Warschau. Er kehrte erst 1947 aus der Kriegsgefangenschaft zurück. Zu Beginn desselben Jahres meldete die Regionalpresse, Munkert spiele jetzt beim VfB Peine oder habe sich dem benachbarten VfL Stederdorf angeschlossen. Im Sport-Magazin wird er noch im Februar 1948 (sic!) als Spieler des VfB Peine genannt.
Als Trainer war er unter anderem beim „FC Freiburg“, tatsächlich: Freiburger FC, ab der Rückrunde der Saison 1950/51 in der II. Division der Oberliga Süd aktiv.
Munkert war zum 1. Mai 1937 der NSDAP beigetreten (Mitgliedsnummer 3.944.251). Zum 1. Mai 1940 trat er der Waffen-SS bei.
Bis zum 11. Juli 2024 trug der Block 4 des Max-Morlock-Stadions seinen Namen. Im Zuge der Aufarbeitung und des Verhaltens des FCN während des Nationalsozialismus wurde die Namensgebung des Block 4 zurückgenommen und die Blocktafel von Munkert demontiert.

## Stationen
- 1929 bis 1939: 1. FC Nürnberg
- FC Thüringen Weida (Gast)
- 1942/1943: SG Ordnungspolizei Warschau
- 1951/52: Freiburger FC (Trainer)[8]